# Vall Maira

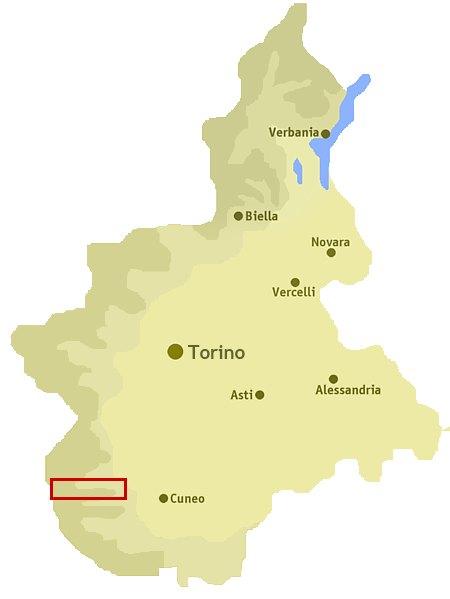
Localització de la Val Maira

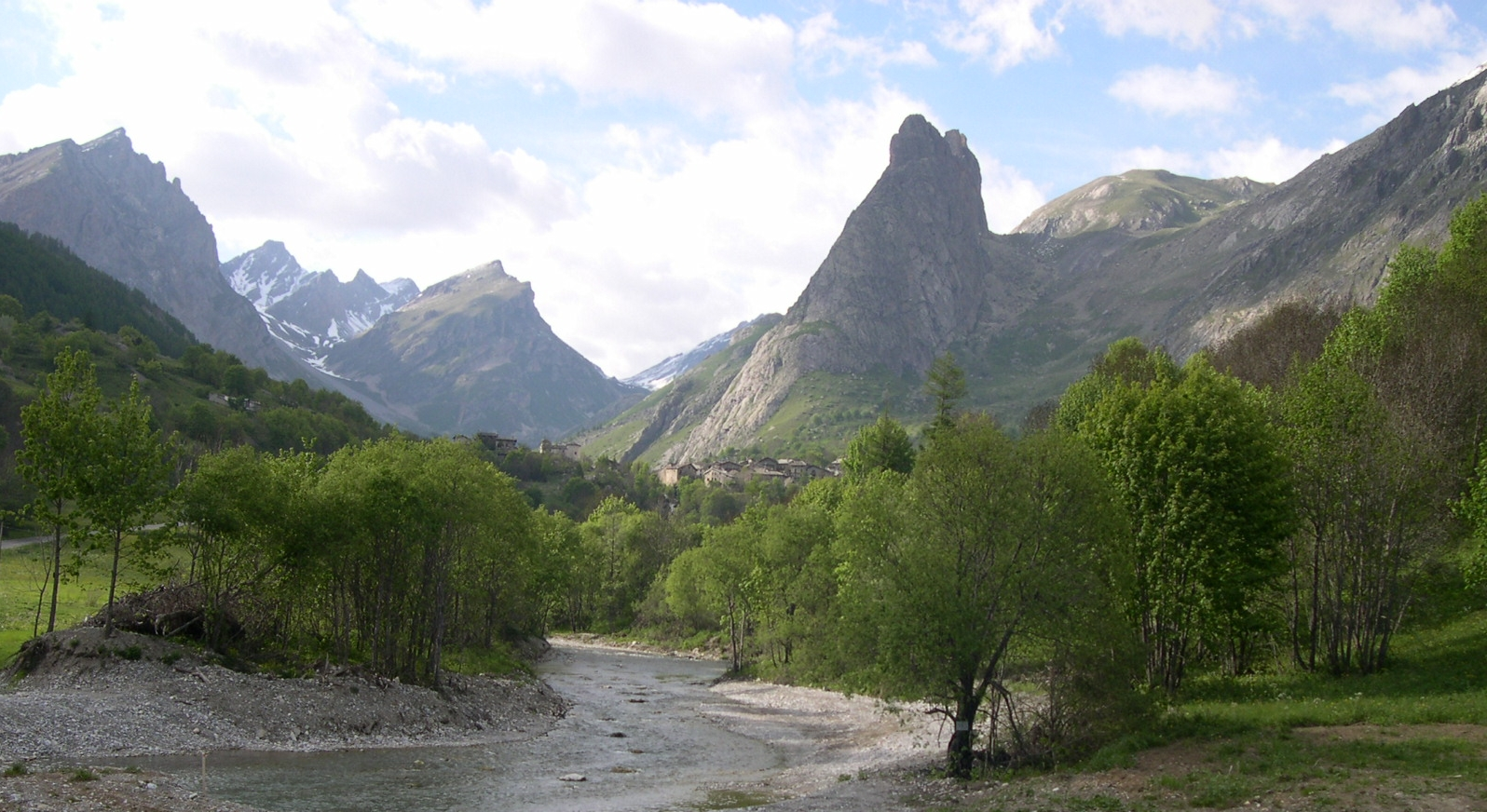
El poble de Chiappera a la part alta de la vall

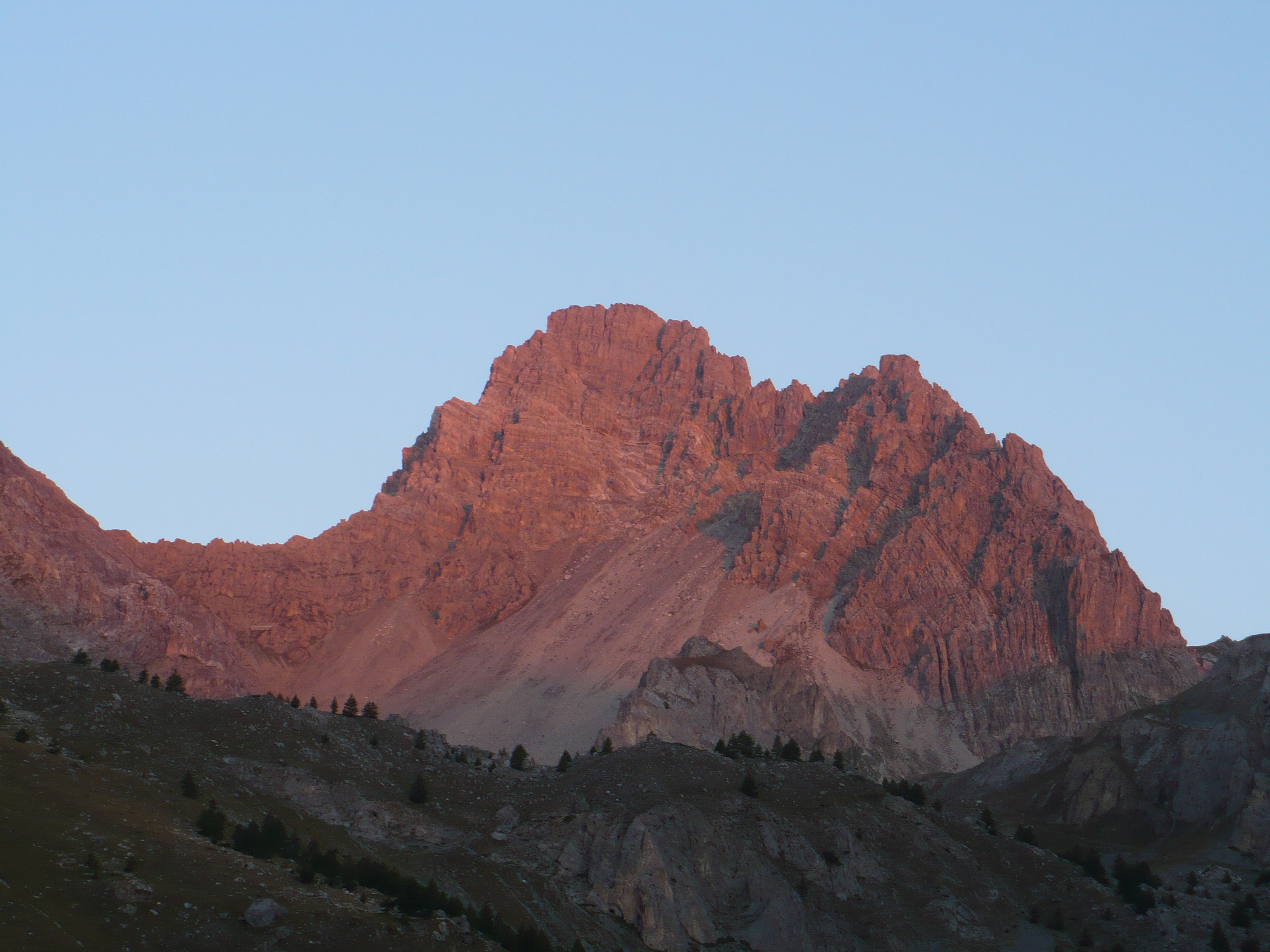
El Mont Oronaye vist des del Vallone Enchiausa a la Vall alta.

Val Maira és una de les Valls Occitanes, situada a la província de Cuneo (Piemont). Limita amb la Val Varacha al nord, i al sud amb la Val Grana i la Val d'Estura, a l'est amb la planura padana i a l'oest amb França. Rep el nom pel torrent Maira. El formen els municipis de Busca, Villar San Costanzo, Dronero, Roccabruna, Cartignano, San Damiano Macra, Macra, Celle di Macra, Stroppo, Elva, Canosio, Marmora, Prazzo i Acceglio.

## Cims
Els principals cims de la vall són
| A la vall alta, propera a França: - Mont Oronaye - 3100 m - Auto Vallonasso - 2885 m - Cima delle Manse - 2727 m - Mont Soubeyran - 2701 m - Mont Vallonasso - 3034 m - Mont Sautron - 3166 m - Roca Blanca - 3021 m - Roche Blanche - 3193 m - Buc de Nubiera - 3215 m - Brec de Chambeyron - 3412 m - Tête de la Frema - 3143 m - Tête de l'Homme - 3202 m - Rocca Provenzale, con le punte: - Croce Provenzale, 2402 m - Monte Castello, 2452 m |

| Entre les valls de Maira i Varacha: - Monte san Bernardo - 1612 m - Monte santa Margherita - 1640 m - Mont Roccerè - 1831 m - Mont della Ciabra - 1824 m - Mont Cornet - 1939 m - Mont Birrone - 2131 m - Mont Longia - 2041 m - Mont Ciarm - 2052 m - Monte Rastcias - 2401 m - Cima Lubim - 2431 m - Monte Cugulet - 2494 m - Monte Nebin - 2510 m - Monte Cialmassa - 2393 m - Monte Morfreid - 2495 - Mont Chersogno - 3.026 m - Pelvo d'Elva - 3.064 m - Mont Camoscere - 2984 m - Rocca la Marchisa - 3072 m - Cim Sebolet - 3023 m - Mont Reghetta - 2965 m - Mont Faraut - 3046 m - Mont Maniglia - 3177 m |

| Entre les valls Grana i d'Estura: - Roca Serviana - 1364 m - Mont Chialmo - 2021 m - Roca Cernauda - 2284 m - Mont Tibert - 2647 m - Mont Pelvo - 2555 m - Mont Giordano - 2766 - Mont Servagno - 2752 m - Roca la Meja - 2831 m - Mont Oserot - 2861 m |

## Colls de muntanya
- a la frontera amb la val Varacha
  - Coll de Sampeyre - 2.284 m
  - Coll Birrone - 1.700 m
  - Coll de a Bicocca - 2.285 m
- a la frontera amb la val d'Estura
  - Coll d'Esischie - 2.370 m
  - Coll del Mulo - 2.527 m

Cap a la Vall de l'Ubaye (França):
- Col de Maurin - 2.637 m (IGM) - 2.641 m (IGN)
- Coll de la Gippiera - 2.948 m
- Col de Nubiera - 2.865 m